# Cupa
Cupa is een monotypisch geslacht van spinnen uit de  familie van de Thomisidae (krabspinnen).

## Soort
- Cupa typica (Bösenberg & Strand, 1906)